# Jean Duvieusart

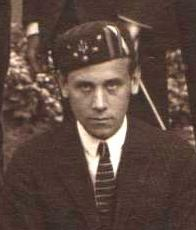
Duvieusart (1921)

Jean Pierre Duvieusart (* 10. April 1900 in Frasnes-lez-Gosselies; † 11. Oktober 1977 in Couillet) war ein belgischer christdemokratischer Politiker. Von Juni bis August 1950 war er belgischer Premierminister und von 1964 bis 1965 Präsident des Europaparlaments.

## Studium und berufliche Tätigkeit
Duvieusart besuchte das Collège des Pères Jésuites in Charleroi. Anschließend absolvierte er ein Studium der Rechts-, Politik- und Sozialwissenschaften an der Katholischen Universität Löwen und promovierte zum Doctor iuris. Er praktizierte als Rechtsanwalt in Charleroi.

## Politische Laufbahn
Duvieusart begann seine politische Laufbahn als Mitglied der Parti Social Chrétien (PSC), einer Vorgängerin des heutigen Centre Démocrate Humaniste (CDH). Von 1927 bis 1947 war er Bürgermeister seines Geburtsortes Frasnes. Für die PSC war er von 1933 bis 1936 Mitglied des Provinzrates, 1944 Mitglied der Abgeordnetenkammer und 1949 bis 1965 Senator.
Vom 20. März 1947 bis zum 8. Juni 1950 war er Minister für Wirtschaft und den Mittelstand in den Kabinetten von Paul-Henri Spaak und Gaston Eyskens.
In der Königsfrage setzte sich Duvieusart für die Rückkehr Leopolds III. auf den belgischen Thron ein. Im April 1950 wurde er vom Prinzregenten Karl von Belgien mit der Regierungsbildung beauftragt. Am 8. Juni 1950 wurde er als Nachfolger von Eyskens zum Premierminister ernannt. Von diesem Amt trat er jedoch bereits nach etwas über zwei Monaten am 16. August 1950 nach der Abdankung von König Leopold III. und der Einsetzung des späteren Königs Baudouin I. als Regenten zurück.
Im Kabinett von Jean Van Houtte war er vom 15. Januar 1952 bis zum 23. April 1954 wiederum Minister für Wirtschaft und den Mittelstand. In dieser Funktion war er zudem 1952 bis 1953 erster Vorsitzender des Ministerrates der Europäischen Gemeinschaft für Kohle und Stahl (EGKS).
Von 1958 bis 1965 war er Abgeordneter des Europäischen Parlamentes. Vom 20. März 1964 bis 23. September 1965 war er Präsident des Europäischen Parlamentes. Nach Ende dieser Amtszeit trat er aus der PSC aus.
Von 1968 bis 1972 war Duvieusart schließlich Vorsitzender des Rassemblement Wallon sowie der Front Démocratique des Bruxellois Francophones (FDF). 1972 zog er sich endgültig aus der aktiven Politik zurück.
Duvieusart war verheiratet und hatte drei Söhne und eine Tochter.

## Schriften
- Problèmes de la Communauté Européenne. Centre International d'Études et de Recherches Européennes, 1964.
- La Question royale. Crise et dénouement: juin, juillet et août 1950. Centre de recherche et d'information socio-politiques, Brüssel 1975.